# Mick McGrath
Mick McGrath (Dublino, 7 aprile 1936 – Blackburn, 18 aprile 2025) è stato un calciatore irlandese, di ruolo centrocampista.

## Carriera

### Club
Iniziò la carriera in patria, nel 1953. Nella stagione seguente si trasferì in Inghilterra, dove giocò tra la prima e la quarta divisione, terminando la carriera in Galles.

### Nazionale
Esordì il 14 maggio 1958 contro l'Austria (3-1).